# Basilika Unserer Lieben Frau vom Berg Karmel (Jerez de la Frontera)

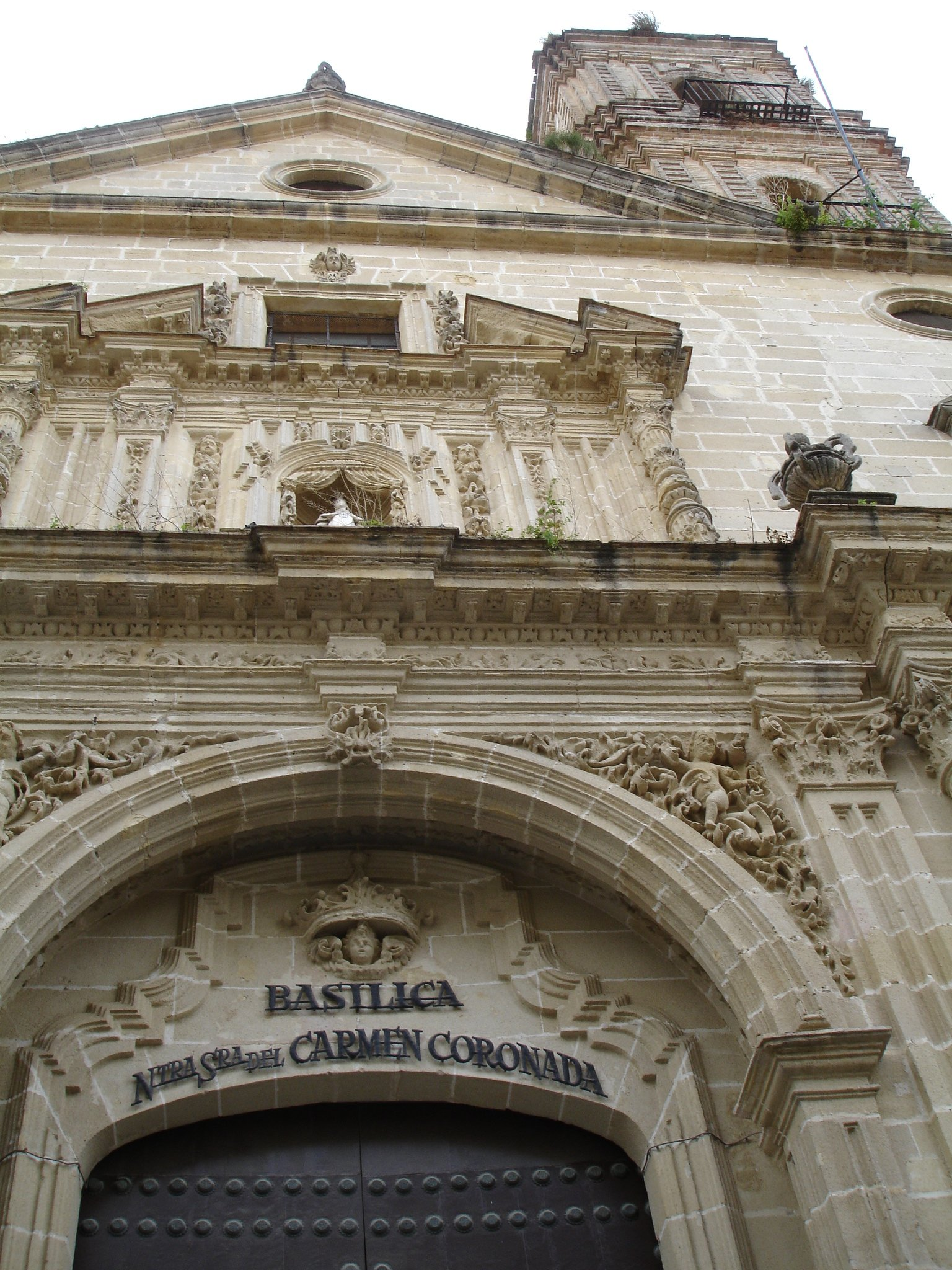
Basilika

Die Basilika Unserer Lieben Frau vom Berg Karmel (spanisch Basilica Menor de Nuestra Señora del Carmen) ist eine Klosterkirche in Jerez de la Frontera in Andalusien, Spanien. Die barocke Kirche vom Anfang des 18. Jahrhunderts wurde 1968 von Papst Paul VI. zu einer Basilica minor erhoben.

## Geschichte

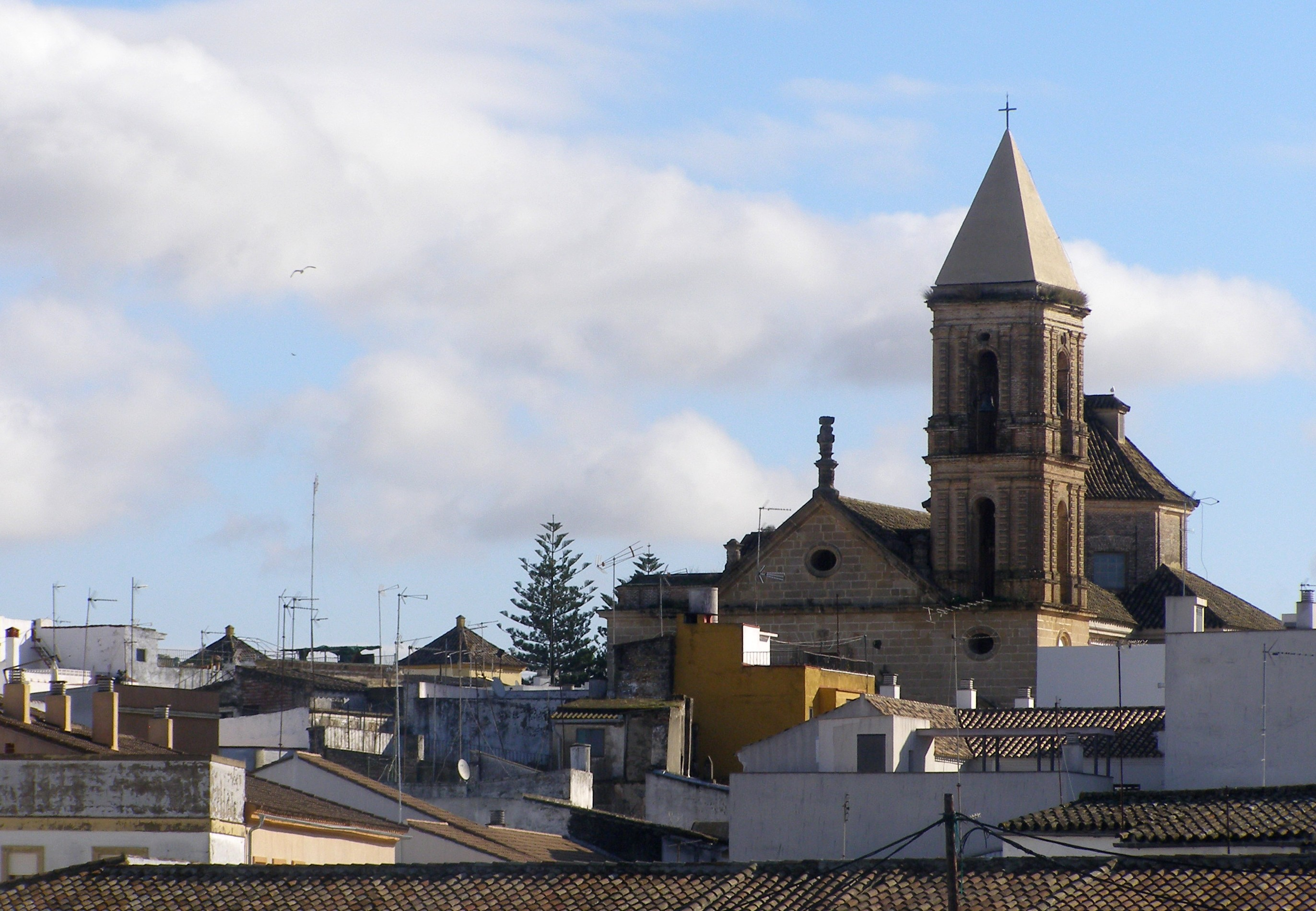
Die Basilika überragt die Dächer der Altstadt.

Der Karmeliterorden war der erste Orden, der nach der Rückeroberung innerhalb der Stadtmauern von Jerez gegründet wurde. Sie ließen sich erstmals 1587 im alten Benediktinerkloster außerhalb der Stadtmauern nieder. Kurz darauf, im Jahr 1600, zogen sie an ihren heutigen Standort, wo vor der heutigen Kirche eine Kapelle errichtet wurde. Die Basilika ist Teil des einzigen Klosters, das innerhalb der Mauern errichtet wurde. Der Bau begann Mitte des siebzehnten Jahrhunderts und wurde am 17. November 1727 geweiht.
Am 23. April 1925 fand die kanonische Krönung des Bildnisses der Jungfrau von Carmen statt, an der Miguel Primo de Rivera, König Alfons XIII. und Königin Victoria Eugénie von Battenberg, die Prinzen sowie Regierungsminister teilnahmen. Die Krönung fand im Gonzalez-Hontoria-Park in Jerez statt.

## Bauwerk

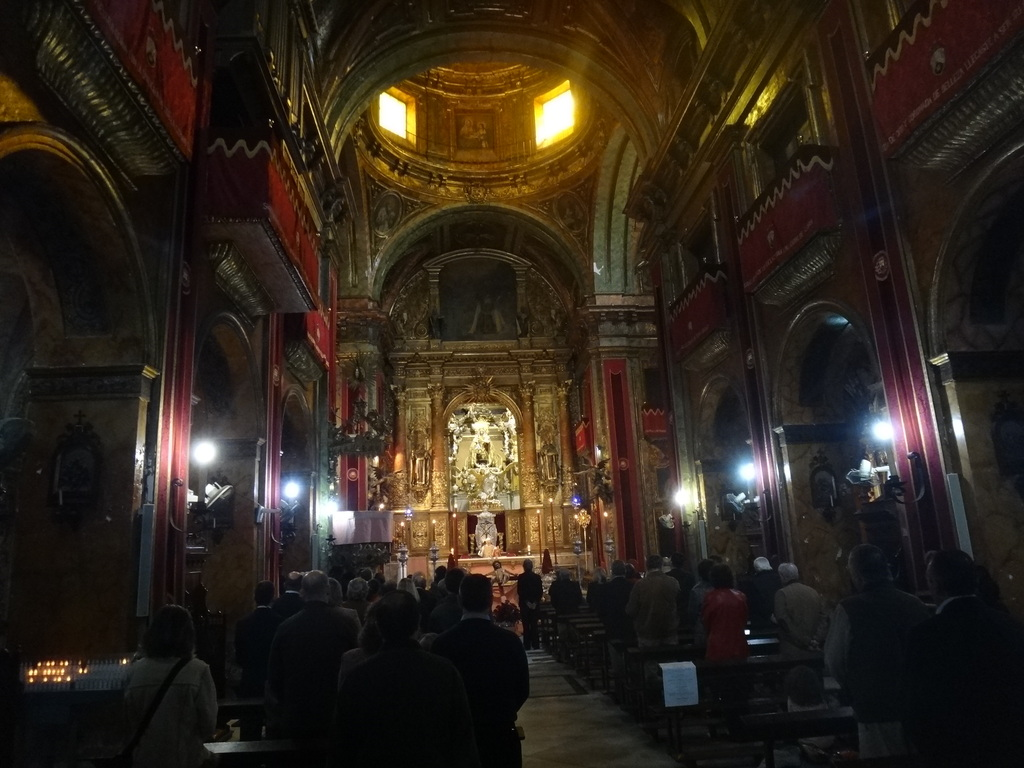
Innenraum

Der Haupteingang stammt aus dem Jahr 1731. Er besitzt nur einen der beiden Türme, deren Bau ursprünglich geplant war. Die Fassade ist reich verziert und hebt die Bögen, die Pilaster und die korinthischen Säulen hervor. In der Nische befindet sich ein Bild der Jungfrau von Carmen.
Die Kirche hat einen rechteckigen Grundriss und besteht aus drei Schiffen. In den Jahren 1878 und 1880 wurde es von dem Ingenieur Federico Rivero, dem Maler José María Rodríguez de Losada und dem Dekorateur Ramón Orellana umfassend restauriert. Das Hauptaltarbild wurde Ende des 19. Jahrhunderts angefertigt. Es hat die Bilder des Heiligen Engels und des Heiligen Alberts und eine große Leinwand, die die Entrückung des Elias im Feuerwagen darstellt. In seinem zentralen Teil befindet sich die Garderobe der Virgen del Carmen aus dem 18. Jahrhundert.
Die Orgel wurde 1894 von Francisco de Paula Romero erbaut. Die Kanzel ist ein Barockwerk aus der zweiten Hälfte des 18. Jahrhunderts.

## Museum
Das Karmeliter-Provinzmuseum für sakrale Kunst wurde am 13. April 1980 eingeweiht, aber erst 2018 für die Öffentlichkeit zugänglich gemacht. Es beherbergt mehr als tausend Stücke, die im künstlerischen Erbe der Provinz Betica6 katalogisiert sind und hauptsächlich aus dem 16. bis 19. Jahrhundert stammen.